# Synthemis ofarrelli
Synthemis ofarrelli är en trollsländeart som beskrevs av Günther Theischinger och Watso 1986. Synthemis ofarrelli ingår i släktet Synthemis och familjen skimmertrollsländor. Inga underarter finns listade i Catalogue of Life.